# 上郷村 (愛知県愛知郡)
上郷村（かみごうむら）は、愛知県愛知郡にかつてあった村。
現在の長久手市の東部（前熊・熊張など）に該当する。

## 歴史
- 1878年（明治11年） - 大草村、北熊村が合併し熊張村となる.
- 1889年（明治22年）10月1日 - 熊張村、前熊村が合併し上郷村が発足。
- 1906年（明治39年）5月10日 - 長湫村、岩作村と合併し、長久手村が発足。同日上郷村は廃止。

## 教育
- 上郷尋常小学校（現・長久手市立長久手小学校の前身校のひとつ）

※長久手市立上郷保育園は長久手町時代の開園であるが、旧村名の「上郷」を用いている。